# Regionální volby v Rusku 2014
Regionální volby v Rusku v roce 2014 se uskutečnily 14. září. Volily se hlavy čtrnácti a parlamenty dvanácti federálních subjektů.

## Volby hlav federálních subjektů
| Federální subjekt       | Dosavadní hlava FS  | Strana         | Zvolená hlava FS | Strana |
| ----------------------- | ------------------- | -------------- | ---------------- | ------ |
| Stavropolský kraj       | Vladimir Vladimirov | Jednotné Rusko |                  |        |
| Ivanovská oblast        | Pavel Konkov        | Jednotné Rusko |                  |        |
| Komijská republika      | Vjačeslav Gajzer    | Jednotné Rusko |                  |        |
| Kirovská oblast         | Nikita Bělych       | nezávislý      |                  |        |
| Čeljabinská oblast      | Boris Dubrovskij    | Jednotné Rusko |                  |        |
| Altajská republika      | Aleksandr Berdnikov | Jednotné Rusko |                  |        |
| Kurganská oblast        | Aleksej Kokorin     | Jednotné Rusko |                  |        |
| Udmurtsko               | Aleksandr Solovjov  | Jednotné Rusko |                  |        |
| Něnecký autonomní okruh | Igor Košin          | Jednotné Rusko |                  |        |
| Orelská oblast          | Vadim Potomskij     | KPRF           |                  |        |
| Pskovská oblast         | Andrej Turčak       | Jednotné Rusko |                  |        |
| Voroněžská oblast       | Aleksej Gordeev     | Jednotné Rusko |                  |        |
| Novosibirská oblast     | Vladimir Gorodeckij | Jednotné Rusko |                  |        |
| Altajský kraj           | Aleksandr Karlin    | Jednotné Rusko |                  |        |
| Astrachaňská oblast     | Aleksandr Žilkin    | Jednotné Rusko |                  |        |
| Kabardsko-Balkarsko     | Jurij Kokov         | nezávislý      |                  |        |

## Volby parlamentů federálních subjektů
| Federální subjekt       | Regionální parlament                              | Počet křesel | Dosavadní většina | Nová většina |
| ----------------------- | ------------------------------------------------- | ------------ | ----------------- | ------------ |
| Altajská republika      | Státní shromáždění Altajské republiky             | 41           | Jednotné Rusko    |              |
| Kabardsko-Balkarsko     | Parlament Kabardsko-balkarské republiky           | 72           | Jednotné Rusko    |              |
| Karačajsko-Čerkesko     | Národní shromáždění Karačajsko-čerkeské republiky | 73           | Jednotné Rusko    |              |
| Marijsko                | Státní shromáždění Republiky Marij El             | 46           | Jednotné Rusko    |              |
| Tatarstán               | Státní rada Republiky Tatarstán                   | 100          | Jednotné Rusko    |              |
| Tuva                    | Nejvyšší chural Republiky Tuva                    | 32           | Jednotné Rusko    |              |
| Chabarovský kraj        | Zákonodárná duma Chabarovského kraje              | 26           | Jednotné Rusko    |              |
| Brjanská oblast         | Brjanská oblastní Duma                            | 60           | Jednotné Rusko    |              |
| Volgogradská oblast     | Volgogradská oblastní Duma                        | 38           | Jednotné Rusko    |              |
| Tulská oblast           | Tulská oblastní Duma                              | 48 → 38      | Jednotné Rusko    |              |
| Moskva                  | Moskevská městská Duma                            | 35 → 45      | Jednotné Rusko    |              |
| Něnecký autonomní okruh | Poslanecká sněmovna Něneckého autonomního okruhu  | 11           | Jednotné Rusko    |              |